# Markov (cráter)
Markov es un cráter de impacto situado en la parte noroccidental de la cara visible de la luna, en la región Sinus Roris del Oceanus Procellarum. Se encuentra al sur del cráter Oenopides, y está conectado a la región continental por una serie de crestas en el borde norte.
|  |

El borde de este cráter no aparece erosionado apreciablemente por impactos, y retiene el perfil afilado de sus crestas. El perímetro es aproximadamente circular, con algunas protuberancias exteriores menores, particularmente en sus sectores meridional y oriental. Las paredes interiores son simples pendientes que descienden hasta un anillo de rocas desprendidas en su base. El suelo interior tiene una colina central baja y algunas crestas menores. No contiene cráteres impactos reseñables ni en su interior ni en su brocal.

## Cráteres satélite
Por convención estos elementos son identificados en los mapas lunares poniendo la letra en el lado del punto medio del cráter que está más cercano a Markov.
|        | \| Markov \| Coordenadas \| Diámetro \| \| ------ \| ----------------------------- \| -------- \| \| E \| 50°36′N 60°06′O / 50.6, -60.1 \| 13 km \| \| F \| 50°00′N 61°48′O / 50.0, -61.8 \| 8 km \| \| G \| 50°00′N 56°12′O / 50.0, -56.2 \| 5 km \| \| U \| 51°54′N 60°12′O / 51.9, -60.2 \| 29 km \| |          |
| Markov | Coordenadas | Diámetro |
| E      | 50°36′N 60°06′O / 50.6, -60.1 | 13 km    |
| F      | 50°00′N 61°48′O / 50.0, -61.8 | 8 km     |
| G      | 50°00′N 56°12′O / 50.0, -56.2 | 5 km     |
| U      | 51°54′N 60°12′O / 51.9, -60.2 | 29 km    |